# Tiefer (Album)
Tiefer ist das dritte und zugleich letzte Studioalbum der deutschen Band Lucilectric. Es erschien 1997 bei dem Plattenlabel Electrola.

## Entstehung und Veröffentlichung
1997 erschien die Single Bye-Bye mit dazugehörigem Musikvideo als Vorbote zum dritten Studioalbum Tiefer. Der gleichnamige Titel von Leonard Cohen diente Lucilectric als Inspiration. Sowohl die Single als auch das Album verfehlten die Charts.
Das aus dreizehn Titeln bestehende dritte Studioalbum wurde neben Lucilectric selbst von Andreas Rieke (And.Y), Johannes Schmölling, Rodrigo González und Victor Matias produziert. Die Interpreten des Albums, Luci van Org und Ralf Goldkind von Lucilectric, fungierten bei allen Titeln als Autoren. Für Lucilectric ist es ihr erstes Album, das sie bei dem Plattenlabel Electrola herausbrachten.
Das Frontcover zeigt Luci van Org und Ralf Goldkind von Lucilectric – neben Interpretenangabe und Albentitel – gehend vor einer Werkshalle. Die Fotografie stammt von Ali Kepenek und für die Artwork des Covers zeichnete Phoor Design verantwortlich.

## Rezeption
Lucilectric, die sich nach mangelnden Erfolg vom Produzenten-Duo Herbig und Humpe trennten, äußerten sich 1997 anlässlich der Albenveröffentlichung über ihren Schritt der Trennung und sich einem autobiographisch Album zu widmen gegenüber der Zeitschrift Kulturnews:

„[...]Man wird angreifbar, aber je nackter du bist, je mehr du dich preisgibst, desto schöner ist es, wenn Leute dann darauf anspringen. Wir haben diesmal konsequent die Stücke wieder runtergeschmissen, die emotional nicht tief genug waren.“

## Titelliste
| #   | Titel              | Dauer |
| --- | ------------------ | ----- |
| 1.  | Peinlich           | 4:03  |
| 2.  | Bye-Bye            | 4:13  |
| 3.  | Wild & gefährlich  | 3:12  |
| 4.  | Freundin           | 4:33  |
| 5.  | Heute Nacht        | 3:30  |
| 6.  | Uh!                | 3:43  |
| 7.  | Miau               | 3:55  |
| 8.  | Tiefer             | 3:32  |
| 9.  | Schlauchboot       | 3:07  |
| 10. | Heavy Metal        | 3:45  |
| 11. | Ergeben            | 3:34  |
| 12. | Freundin (Reprise) | 1:05  |
| 13. | Traum              | 6:40  |